# Gluggdroppslända
Gluggdroppslända (Trichadenotecnum incognitum) är en insektsart som beskrevs av Ulrich Roesler 1939. Gluggdroppslända ingår i släktet Trichadenotecnum, och familjen storstövsländor. Arten är reproducerande i Sverige.